# Baldomero Pestana
Baldomero Pestana (Castroverde, 28 de diciembre de 1917-Bascuas, provincia de Lugo en Galicia, 7 de julio de 2015) fue un fotógrafo, pintor y dibujante español de estilo figurativo.

## Biografía
Emigrado desde su infancia a Argentina, empezó a estudiar fotografía allí cuando era adolescente. Se casó con Velia Martínez en 1951, de quien no se separó hasta el fallecimiento de ella en 2003.
En la década de 1950, comenzó a trabajar como fotógrafo en Buenos Aires, donde una de sus primeras sesiones de fotografía fue con Dizzy Gillespie en el Teatro Casino. En 1957 se trasladó a Perú donde trabajó como fotógrafo publicitario del semanario Caretas y de la revista cultural Fanal. Allí conoció a numerosas personalidades del gran boom literario hispanoamericano como Mario Vargas Llosa, Jorge Luis Borges y Sebastián Salazar Bondy. Durante sus años en Perú publicó para revistas como Esquire, Time o Life. De esta época también son las fotografías de la Villa Miseria tomadas para Naciones Unidas .
En 1967 se trasladó a Europa y, tras una breve estancia en Madrid, se instaló finalmente en París donde siguió fotografiando no solo a artistas latinoamericanos como Emilio Rodríguez-Larraín, Gabriel García Márquez, o Carlos Fuentes, sino también a artistas como Man Ray, Roman Polanski y Fernando Arrabal. A mediados de la década de 1970, comenzó a dejar la fotografía para concentrarse en la pintura, que trabajó en un estilo cercano al hiperrealismo.
En 2008 volvió a vivir a Galicia, donde había pasado breves estancias a lo largo de su vida. Se dedicó al dibujo y la pintura.

## Exposiciones y reconocimientos
Pestana expuso regularmente su pintura y fotografía, tanto en el escenario americano como en el europeo. Expuso obras en Perú, Argentina, Francia, Yugoslavia, Venezuela, Corea del Sur, Estados Unidos, entre otros. Destaca la exposición individual que tuvo en Bruselas en la galería de Fred Lanzemberg en 1979.
En Galicia no hubo exposiciones de su obra hasta su regreso a Lugo. Hubo una en Vigo en 2010, que incluye sólo pintura y dibujo, en la sala de exposiciones del Teatro García Barbón. En 2012 fue declarado Hijo Predilecto del pueblo de Castroverde. El Museo del Pueblo Gallego organiza una exposición de fotografía y pintura en 2013 .
En 2015, el director vigués Andrea Vázquez creó el documental A imaxe reb/velada que presentaba a Baldomero Pestana. Se estrenó en el Festival Internacional de Cine de Lima. El mismo año el Museo de Arte Contemporáneo de Lima organiza una exposición de sus fotografías. Es también el año del lanzamiento del libro "Retratos Peruanos".
En 2018, El Museo Centro Gaiás de la Ciudad de la Cultura le rindió un homenaje póstumo con Baldomero Pestana: La verdad en las manos, una exposición centrada en la fotografía del artista lucense que también fue presentado en el Instituto Cervantes de París al mismo tiempo que el libro del mismo nombre.
En julio de 2022, el Banco Central de Reserva del Perú puso en circulación un nuevo billete de 20 soles con un retrato de José María Arguedas basado sobre la foto tomada por Baldomero Pestana.